# Delijaš
Delijaš är en ort i Bosnien och Hercegovina.   Den ligger i entiteten Federationen Bosnien och Hercegovina, i den sydöstra delen av landet, 23 km sydost om huvudstaden Sarajevo. Delijaš ligger 1 007 meter över havet och antalet invånare är 106.
Terrängen runt Delijaš är kuperad åt sydväst, men åt nordost är den bergig.Närmaste större samhälle är Pale, 14,6 km norr om Delijaš. 
I omgivningarna runt Delijaš växer i huvudsak lövfällande lövskog. Runt Delijaš är det ganska tätbefolkat, med 93 invånare per kvadratkilometer.